# اکتاویا ۵۹۸

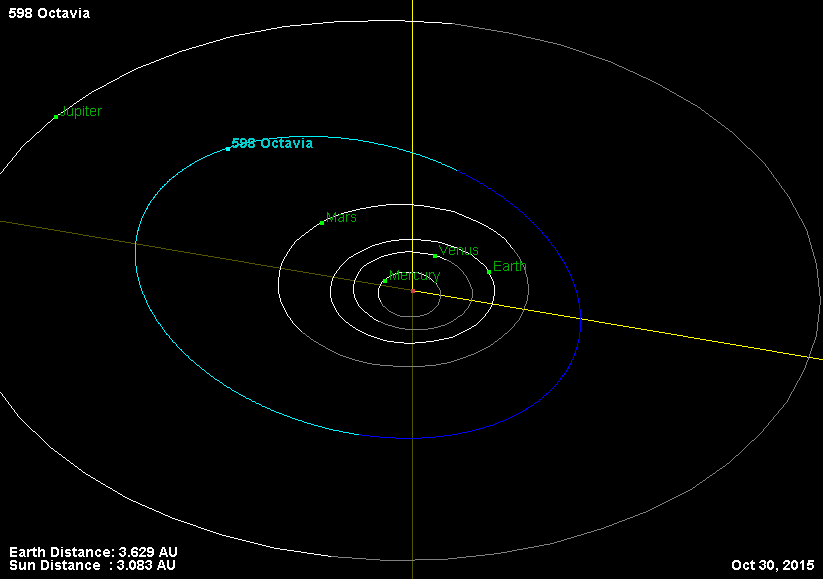
نمایی از محل قرارگیری سیارک اکتاویا ۵۹۸ در مدار – ۲۰۱۵

سیارک ۵۹۸ (به انگلیسی: 598 Octavia، نامگذاری:1906UC) پانصد و نود و هشتمین سیارک کشف شده‌است که در ۱۳ آوریل ۱۹۰۶ و در هایدلبرگ کشف شد.
قدر مطلق سیارک برابر ۹٫۵۳ است.